# 近藤誠也
近藤 誠也（こんどう せいや、1996年7月25日 - ）は、日本将棋連盟所属の棋士。所司和晴七段門下。棋士番号は303。千葉県八千代市出身。

## 棋歴

### プロ入り前
5歳の頃に祖父に将棋を教わったことをきっかけに、将棋を覚える。小学1年の秋から、所司和晴が席主を務める将棋教室に通い始め、4歳年上の石井健太郎と共に研究に励み、小学3年生の頃からアマチュアの将棋大会で活躍し始めた。
2007年9月に、6級で奨励会に入会、14歳で二段に昇段してから三段昇段に2年を費やした以外は順調に昇段し、2013年度後期（第54回）より三段リーグに参加。当初2期は勝ち越しもままならなかったものの、2014年度後期（第56回）では他力ながらも四段昇段の可能性を残した状態で最終日を迎えた。翌2015年度前期（第57回）では前半戦から連勝を続け、高野智史が暫定1位・近藤が暫定2位・石川泰が暫定3位（勝敗はいずれも12勝4敗）の状態で最終局面を迎え、近藤は石川との直接対決に敗れ暫定の順位が逆転したものの、次戦に勝ち、一方の石川は次戦で敗れたため、最終的に近藤がリーグ2位となり、四段に昇段した。

### プロ入り後
プロ棋士としてのデビュー戦は2015年12月24日・第42期棋王戦で対局相手は加藤一二三。最新参の棋士の公式戦初対局が現役最古参の棋士、年齢差56歳7か月・プロ棋士歴の年数差61年2か月という非常に珍しい対局となった（結果は近藤の勝ち）。
第66回（2016年度）NHK杯将棋トーナメント予選の決勝で野月浩貴七段に勝ち、初の予選参加にもかかわらず、本戦トーナメントに出場（2016年度の最初の放送となったが、1回戦で船江恒平五段に敗れた）。
第66期王将戦でも、初出場ながら一次予選から勝ち上がり、将棋界屈指の難関とされる王将リーグへの出場権を獲得。四段の棋士が同リーグに出場したのは第39期（1990年）の屋敷伸之以来27期ぶりの快挙であった。リーグでは前半戦の3連敗が響き陥落（最終成績は2勝4敗）してしまったものの、6回戦（最終局）で羽生善治を撃破する金星を挙げた。羽生はこの1敗により、王将のタイトル在位期間も含めて四半世紀に渡り在籍していた王将リーグから陥落することとなった。
2017年3月2日、第75期（2016年度）順位戦C級2組で小林健二に勝ち、9勝1敗でC級1組への昇級が決定。これに伴い五段へ昇段。
第30期（2017年度）竜王戦6組ランキング戦で決勝まで勝ち進み、5組への昇級を決めたものの、ランキング戦決勝で公式戦18連勝無敗中だった藤井聡太に敗れた。
第59期（2018年度）王位戦で予選を勝ち抜き、挑戦者決定リーグに進出。リーグ戦紅組では、同じ組となった羽生善治や谷川浩司に敗れる等で苦戦し、1勝4敗に終わった。第77期順位戦では、前期C級2組デビューから順位戦18連勝無敗中だった藤井聡太との一戦に勝利する等で最終的には9勝1敗の成績を挙げ、順位差でB級2組への昇級と六段への昇段を果たした。
第67期王座戦では初の挑戦者決定トーナメントまで進出したが、1回戦で羽生善治に敗れた。第32期竜王戦5組ランキング戦でランキング戦初優勝を決め、初の決勝トーナメント進出。1回戦で梶浦宏孝を退けるも、2回戦で藤井聡太に敗れた。
第78期(2019年度)順位戦では、9回戦で直接の昇級争いの相手である横山泰明に敗れるが、その後横山が連敗、近藤が連勝となりB級1組への逆転昇級を決め七段への昇段を果たした。B級2組以下の参加者が増加した近年は、短期間で上位クラスへ昇級することが難しくなっており、順位戦初参加から4期でのB級1組昇級は、1984年度第43期にB級1組昇級を決めた南芳一以来、35年ぶりであった。
第71期王将戦では、初年度以来となる挑戦者決定リーグに進出し、4勝2敗と初の残留を果たした。
2024年度の第83期順位戦B級1組の11回戦（対局日：2025年1月16日）で敗れたものの、競争相手の敗戦により上位2位以内を確定させA級昇級を決めた。あわせて、順位戦A級昇級により同日付で八段昇段となった。八段まで全て順位戦の昇級で昇段した棋士は多数いるが、これは順位戦昇級以外の具体的な昇段規定がなかった頃の話であり、順位戦昇段以外にも昇段する手段がある中で順位戦の昇段のみで八段まで昇段するのは非常に珍しい。
第18回朝日杯では、準決勝で佐々木勇気八段に勝利、決勝では井田明宏五段を下し、一般棋戦初優勝を果たした。

## 棋風
- 四段昇段のインタビューにおいて、得意戦法は矢倉。目標とする棋士には谷川浩司を挙げている[1]。

## 人物
- 趣味はプロ野球観戦。涌井秀章（現・中日ドラゴンズ）が在籍していた頃から西武ライオンズのファンであるという[14]。
- 奨励会時代に苗字が同じ近藤正和の記録係を務めたことがあり、その際、近藤正和には「君も近藤っていうんだ。」と声をかけられた。
- 前項の通り、近藤姓の棋士が2人いるため、将棋ファンからは読みが同じ「誠也」と呼ばれる事がある[15]。
- 2024年秋に結婚していたことを2025年5月27日に公表した[16][17]。

## 昇段履歴
- 2007年09月30日 : 6級 = 奨励会入会 [18]
- 2010年11月06日 : 初段 [19]
- 2012年11月23日 : 二段 [20]
- 2013年05月11日 : 三段（第54回奨励会三段リーグ<2013年度後期>より三段リーグ参加）[21]
- 2015年10月01日 : 四段（第57回奨励会三段リーグ成績2位） = プロ入り[1]
- 2017年03月02日 : 五段（順位戦C級1組昇級、通算51勝18敗）[5][注釈 5]
- 2019年03月05日 : 六段（順位戦B級2組昇級、通算121勝48敗）[6][注釈 6]
- 2020年03月11日 : 七段（順位戦B級1組昇級、通算151勝63敗）[10][注釈 7]
- 2025年01月16日 : 八段（順位戦A級昇級、通算283勝145敗）[11][29][注釈 8]

## 主な成績

### 棋戦優勝
全棋士参加棋戦
- 朝日杯将棋オープン戦 1回（第18回・2024年度）

### 在籍クラス
| 開始 年度 | (出典)順位戦出典 | (出典)順位戦出典 | (出典)順位戦出典 | (出典)順位戦出典 | (出典)順位戦出典 | (出典)順位戦出典 | (出典)順位戦出典 | (出典)順位戦出典 | (出典)竜王戦出典 | (出典)竜王戦出典 | (出典)竜王戦出典 | (出典)竜王戦出典 | (出典)竜王戦出典 | (出典)竜王戦出典 | (出典)竜王戦出典 | (出典)竜王戦出典 | (出典)竜王戦出典 | (出典)竜王戦出典 |
| 開始 年度 | 期               | 名人             | A級              | B級              | B級              | C級              | C級              | 0                | 期               | 竜王             | 1組              | 2組              | 3組              | 4組              | 5組              | 6組              | 決勝 T           |                  |
| 開始 年度 | 期               | 名人             | A級              | 1組              | 2組              | 1組              | 2組              | 0                | 期               | 竜王             | 1組              | 2組              | 3組              | 4組              | 5組              | 6組              | 決勝 T           |                  |
| --- | ---------------- | ---------------- | ---------------- | ---------------- | ---------------- | ---------------- | ---------------- | ---------------- | ---------------- | ---------------- | ---------------- | ---------------- | ---------------- | ---------------- | ---------------- | ---------------- | ---------------- | ---------------- |
| 2015 | 74               | 四段昇段前       | 四段昇段前       | 四段昇段前       | 四段昇段前       | 四段昇段前       | 四段昇段前       | 四段昇段前       | 29               |                  |                  |                  |                  |                  |                  | 6組              | --               | 1-1/昇3-1        |
| 2016 | 75               |                  |                  |                  |                  |                  | C249             | 9-1              | 30               |                  |                  |                  |                  |                  |                  | 6組              | --               | 5-1 (2位)        |
| 2017 | 76               |                  |                  |                  |                  | C131             |                  | 8-2              | 31               |                  |                  |                  |                  |                  | 5組              |                  | --               | 2-1/昇1-1        |
| 2018 | 77               |                  |                  |                  |                  | C106             |                  | 9-1              | 32               |                  |                  |                  |                  |                  | 5組              |                  | 1-1              | 5-0 (1位)        |
| 2019 | 78               |                  |                  |                  | B221             |                  |                  | 8-2              | 33               |                  |                  |                  |                  | 4組              |                  |                  | --               | 1-1/昇5-0        |
| 2020 | 79               |                  |                  | B113             |                  |                  |                  | 7-5              | 34               |                  |                  |                  | 3組              |                  |                  |                  | --               | 0-1/昇3-1        |
| 2021 | 80               |                  |                  | B105             |                  |                  |                  | 5-7              | 35               |                  |                  |                  | 3組              |                  |                  |                  | --               | 2-1/昇0-1        |
| 2022 | 81               |                  |                  | B109             |                  |                  |                  | 8-4              | 36               |                  |                  |                  | 3組              |                  |                  |                  | --               | 2-1/昇1-0        |
| 2023 | 82               |                  |                  | B103             |                  |                  |                  | 7-5              | 37               |                  |                  | 2組              |                  |                  |                  |                  | --               | 0-1/昇0-1        |
| 2024 | 83               |                  |                  | B103             |                  |                  |                  | 9-3              | 38               |                  |                  |                  | 3組              |                  |                  |                  | 1-1              | 4-0 (1位)        |
| 2025 | 84               |                  | A 09             |                  |                  |                  |                  | -                | 39               |                  |                  | 2組              |                  |                  |                  |                  | --               | -                |
| 順位戦、竜王戦の 枠表記 は挑戦者。右欄の数字は勝-敗(番勝負/PO含まず)。 順位戦の右数字はクラス内順位 ( x当期降級点 / *累積降級点 / +降級点消去 ) 順位戦の「F編」はフリークラス編入 /「F宣」は宣言によるフリークラス転出。 竜王戦の 太字 はランキング戦優勝、竜王戦の 組(添字) は棋士以外の枠での出場。 |                  |                  |                  |                  |                  |                  |                  |                  |                  |                  |                  |                  |                  |                  |                  |                  |                  |                  |

### 年度別成績
| 年度             | 対局数 | 勝数 | 負数 | 勝率   | (出典) | 通算成績 | 通算成績 | 通算成績 | 通算成績 | 通算成績 |
| ---------------- | ------ | ---- | ---- | ------ | ------ | -------- | -------- | -------- | -------- | -------- |
| 2015年度         | 11     | 8    | 3    | 0.7272 | [ 32 ] | 対局数   | 勝数     | 負数     | 勝率     | (出典)   |
| 2016年度         | 60     | 44   | 16   | 0.7333 | [ 33 ] | 71       | 52       | 19       |          |          |
| 2017年度         | 50     | 35   | 15   | 0.7000 | [ 34 ] | 121      | 87       | 34       |          |          |
| 2018年度         | 52     | 37   | 15   | 0.7115 | [ 35 ] | 173      | 124      | 49       |          |          |
| 2019年度         | 43     | 27   | 16   | 0.6279 | [ 36 ] | 216      | 151      | 65       |          |          |
| 2020年度         | 42     | 28   | 14   | 0.6666 | [ 37 ] | 258      | 179      | 79       |          |          |
| 2015-2020 (小計) | 258    | 179  | 79   |        |        | 通算成績 | 通算成績 | 通算成績 | 通算成績 | 通算成績 |
| 年度             | 対局数 | 勝数 | 負数 | 勝率   | (出典) | 対局数   | 勝数     | 負数     | 勝率     | (出典)   |
| 2021年度         | 52     | 36   | 16   | 0.6923 | [ 38 ] | 310      | 215      | 95       | 0.6935   | [ 39 ]   |
| 2022年度         | 47     | 27   | 20   | 0.5744 | [ 40 ] | 357      | 242      | 115      | 0.6778   | [ 41 ]   |
| 2023年度         | 37     | 18   | 19   | 0.4864 | [ 42 ] | 394      | 260      | 134      | 0.6598   | [ 43 ]   |
| 2024年度         | 48     | 33   | 15   | 0.6875 | [ 44 ] | 442      | 293      | 149      | 0.6628   | [ 45 ]   |
| 2021-2024 (小計) | 184    | 114  | 70   |        |        |          |          |          |          |          |
| 通算             | 442    | 293  | 149  | 0.6628 | [ 45 ] |          |          |          |          |          |
| 2024年度まで     |        |      |      |        |        |          |          |          |          |          |